# Viscount Longueville
Viscount Longueville war ein erblicher britischer Adelstitel, der je einmal in der Peerage of England und in der Peerage of Ireland verliehen wurde.

## Verleihungen
Erstmals wurde der Titel Viscount (de) Longueville am 21. April 1690 in der Peerage of England an Henry Yelverton, 14. Baron Grey de Ruthyn verliehen. Er hatte bereits 1679 den Titel 15. Baron Grey de Ruthyn geerbt. Sein Sohn, der 2. Viscount, wurde am 26. September 1717 in der Peerage of Great Britain auch zum Earl of Sussex erhoben. Beim Tod von dessen Enkel, dem 3. Earl, am 22. April 1799 erloschen das Earldom und die Viscountcy. Die Baronie fiel an den Sohn von dessen Tochter als 19. Baron Grey de Ruthyn.
In zweiter Verleihung wurde am 29. Dezember 1800 in der Peerage of Ireland der Titel Viscount Longueville, of Longueville in the County of Cork, für den ehemaligen Abgeordneten im irischen Unterhaus Richard Longfield, 1. Baron Longueville, verliehen. Dieser war bereits am 1. Oktober 1795 in der Peerage of Ireland zum Baron Longueville, of Longueville in the County of Cork, erhoben worden. Beide Titel erloschen bei seinem kinderlosen Tod am 23. Mai 1811.

## Liste der Viscounts Longueville

### Viscounts Longueville, erste Verleihung (1690)
- Henry Yelverton, 1. Viscount Longueville (1664–1704)
- Talbot Yelverton, 1. Earl of Sussex, 2. Viscount Longueville (1690–1731)
- George Yelverton, 2. Earl of Sussex, 3. Viscount Longueville (1727–1758)
- Henry Yelverton, 3. Earl of Sussex, 4. Viscount Longueville (1728–1799)

### Viscounts Longueville, zweite Verleihung (1800)
- Richard Longfield, 1. Viscount Longueville (1734–1811)